# راط والمنجور
راط والمنجور هما موقعان أثريان يقعان في الجنوب من مدينة حائل على بعد حوالي 320 كم منها، وإلى الغرب من قرية الشويمس التابعة لمدينة الحائط بحوالي 35 كم منها، ويعد الموقعان من الاكتشافات الجديدة في ساحة الآثار في حائل، وهذا ما استدل به الخبراء الدوليون بعد جهد كبير من الدراسات التحليلية من الرسومات المكتشفة في الشويمس، التي قد يعود عمرها إلى 14.000 عام مضت.

## نظرة عامة
وتم اكتشاف الموقع الاثري في راط والمنجور الذي هو عبارة عن مرتفعات من الحجر الرسوبي الرملي، ويعرف بجبل راط والمنجورتحيط به منطقة الحرة ويخترقه واد يعرف بوادي راط، وهذان الموقعان بما يحتويانه من نقوش ورسومات صخرية متنوعة، يعدان من أقدم المواقع الأثرية المكتشفة كون أن هذه الرسومات التاريخية تعود لنمط حضاري واحد مستندا في ذلك إلى التشابه الكبير بين ما تضمه هذه المواقع من رسومات ونقوش صخرية من حيث أسلوب التنفيذ وحجم ونوعية هذه الرسومات والصخورالمتنوعة في تلك المواقع الاثرية البالغة الاهمية .
هذا وتشمل الموقع الأثري مرتفعات من الحجرالرملي تضم واجهاتها وواجهات الأحجارالمتساقطة حولها الكثير من اللوحات الفنية الرائعة والتي نفذها فنان ذلك العصر بدقة وبأسلوب رائع وكثير من الإتقان، والتي في مجملها رسوم لأشكال آدمية وحيوانية (أسود وفهود وحمير ووعول وكلاب وأبقار) نحتت جميعا بالحجم الطبيعي وبأسلوب ينم عن مهارة فائقة لدى فنان تلك الفترة، بما وصل إليه من مهارة في أعمال فن النحت الصخري، كما يتميز الموقع عن غيره من مواقع الرسومات الصخرية الأخرى بالمنطقة بدقة التنفيذ واللوحات الافريزية الجميلة، والتي يصل طول إحداها حوالي 12 متر، وتضم رسوما لأشكال آدمية وحيوانية هندسية، وأقدام آدمية لرجال وأطفال وحيوانات منحوتة بشكل مميز.

## وصلات خارجية
- صور لنثوش ورسوم راط والمنجور